# Чернобай (посёлок)
Черноба́й (укр. Чорнобай) — посёлок в Золотоношском районе Черкасской области Украины.

## История
В XIX веке селение входило в Золотоношский уезд Полтавской губернии.
Во время Великой Отечественной войны с 19 сентября 1941 до 27 сентября 1943 селение находилось под немецкой оккупацией.
После распада СССР в 1991 году Чернобай переходит в юрисдикцию независимой Украины.
В мае 1995 года Кабинет министров Украины утвердил решение о приватизации находившихся в посёлке межхозяйственного предприятия по переработке мяса и райсельхозхимии.
В 2020 году в рамках административно-территориальной реформы на Украине была создана Чернобаевская поселковая община, в состав которой вошли 26 населенных пунктов, включая поселок Чернобай. Это объединение преследовало цель улучшения управления и развития инфраструктуры региона.

## Население
В январе 1989 года численность населения составляла 8783 человека.
На 1 января 2013 года численность населения составляла 7396 человек.

### Национальный состав
Помимо украинцев на территории поселка проживают: азербайджанцы, белорусы, армяне, грузины, латыши, молдаване, поляки, русские, венгры, чехи.

### Языковой состав
Родной язык населения по данным переписи 2001 года:  
| Язык       | Численность, чел. | Доля    |
| ---------- | ----------------- | ------- |
| Украинский | 8 070             | 97,66 % |
| Русский    | 158               | 1,91 %  |
| Другое     | 35                | 0,43 %  |
| Итого      | 8 263             |         |

## Экономика

### Сельское хозяйство
Традиционно важное место в поселке занимает сельскохозяйственное производство , доминирующими предприятиями являются СООО «Родина», ООО «Силикат 1», ОАО «Чернобай птица». Основным направлением развития является зерновое и сахарное производство, развивается животноводческое хозяйство. 

## Известные жители
- Романицкий, Борис Васильевич (1891—1988) — актёр, режиссёр театра, народный артист СССР (1944).
- Пахарь, Марьян Васильевич (род. 1976) — латвийский футболист и тренер.